# 筑西警察署
筑西警察署（ちくせいけいさつしょ）は、茨城県警察が管轄する警察署の一つである。署長は警視。

## 所在地
- 〒308-0803 茨城県筑西市直井938番地

## 管轄区域
- 筑西市

2005年（平成17年）3月28日に合併で筑西市が発足するまでは下館警察署の名称で、下館市・真壁郡協和町・関城町（いずれも現・筑西市）を管轄区域としていた。真壁郡明野町（現・筑西市）は真壁警察署（現・桜川警察署）の管轄で、筑西市発足同日に筑西警察署に移管された。

## 沿革
- 1877年（明治10年） - 下妻警察署下館分署
- 1948年（昭和23年） - 下館地区警察署
- 1954年（昭和29年） - 下館警察署
- 1984年（昭和59年） - 現庁舎建設
- 2005年（平成17年） - 筑西警察署（市町村合併による改称）

## 組織
- 署長
- 副署長
- 警務課
  - 総合相談係
  - 被害者支援係
- 会計課
- 地域課
- 生活安全課
  - 銃刀係
- 刑事課
  - 捜査第一係
  - 捜査第二係
  - 鑑識係
- 交通課
  - 企画・安全係
  - 事故捜査係
- 警備課

## 交番
- 明野交番 - 筑西市倉持1123-1
- 下館駅前交番 - 筑西市丙161-1
- 玉戸交番 - 筑西市玉戸2974-4

## 駐在所
- 折本駐在所 - 筑西市折本322-49
- 新治駐在所 - 筑西市新治1969-28
- 藤ヶ谷駐在所 - 筑西市藤ケ谷2128-1

## 廃止となった駐在所
- 関本駐在所 - 筑西市関本上中195-3
- 黒子駐在所 - 筑西市木戸292-3
- 河内駐在所 - 筑西市犬塚52-16
- 小栗駐在所 - 筑西市小栗7713
- 古里駐在所 - 筑西市知行434-4

## 不祥事
2016年（平成28年）1月24日、筑西市内のアパートの住人から「不審な女性が徘徊している」との110番通報があり、現場に駆けつけたところ50歳の女性を見つけ、言動などに不審な点があったため尿の簡易検査をしたところ、覚醒剤の反応が出たため覚醒剤取締法違反容疑で逮捕したが、科学捜査研究所で詳しく検査したところ覚醒剤は検出されず、誤認逮捕だったとして約8時間後に女性を釈放した。